# Jeanne-Élisabeth Bichier des Âges
Pour les articles homonymes, voir Sainte Jeanne, Jeanne et Sainte Élisabeth.
Jeanne-Élisabeth Bichier des Âges, dite sainte Jeanne-Élisabeth (1773-1838), est une religieuse du Poitou, fondatrice des Filles de la Croix, pour l'assistance aux malades et l'éducation des enfants de ruraux. Elle a été canonisée en 1947 par Pie XII.

## Sa vie
Élisabeth Bichier des Âges naquit le 5 juillet 1773 au Blanc d'une ancienne famille poitevine.
Ayant de très profonds sentiments religieux, bouleversée par l'état de déchristianisation des campagnes après la Révolution française, elle se mit sous la direction spirituelle d'André-Hubert Fournet, curé de Maillé, et s'installa dans ce village afin de porter secours aux pauvres et d'éduquer les jeunes filles rurales.
Avec quelques compagnes et André-Hubert Fournet, elle fonda une petite communauté qui devint la congrégation des Filles de la Croix.
Elles s'installèrent dans un bâtiment qui avait appartenu aux moines de l'abbaye de Fontevraud, maison-mère de l’ordre de Fontevraud à La Puye, qui avait été occupé de 1111 à 1793. En 1819, Élisabeth acheta cet ancien prieuré pour en faire la maison mère de sa congrégation. Les religieuses s'y installèrent l'année suivante.
Dix ans plus tard, la congrégation comptait 63 maisons.
À la fin de sa vie, elle rencontra Michel Garicoïts et sera l'inspiratrice d'une grande partie de ses œuvres. Il dira d'elle : « Je lui dois ma conversion… Je lui suis redevable de tout ce que j'ai fait de bien… Je n'ai été que l'exécuteur de ses conseils ».
Elle mourut le 26 août 1838. Au moment de sa mort, la congrégation comptait 600 religieuses, en 99 endroits différents de France.
Actuellement, la congrégation compte plus de 600 sœurs, réparties dans différents pays : Argentine, Brésil, Burkina Faso (depuis 1996), Canada, Côte d'Ivoire, Espagne,  France, Italie, Thaïlande (depuis 2009), et Uruguay, organisées en cinq provinces.

## Béatification et canonisation
- Jeanne-Élisabeth a été béatifiée le 13 mai 1934 par le Pape Pie XI ;
- et canonisée le 6 juillet 1947 par le pape Pie XII ;
- sa fête a été fixée au 26 août.

## Fichiers

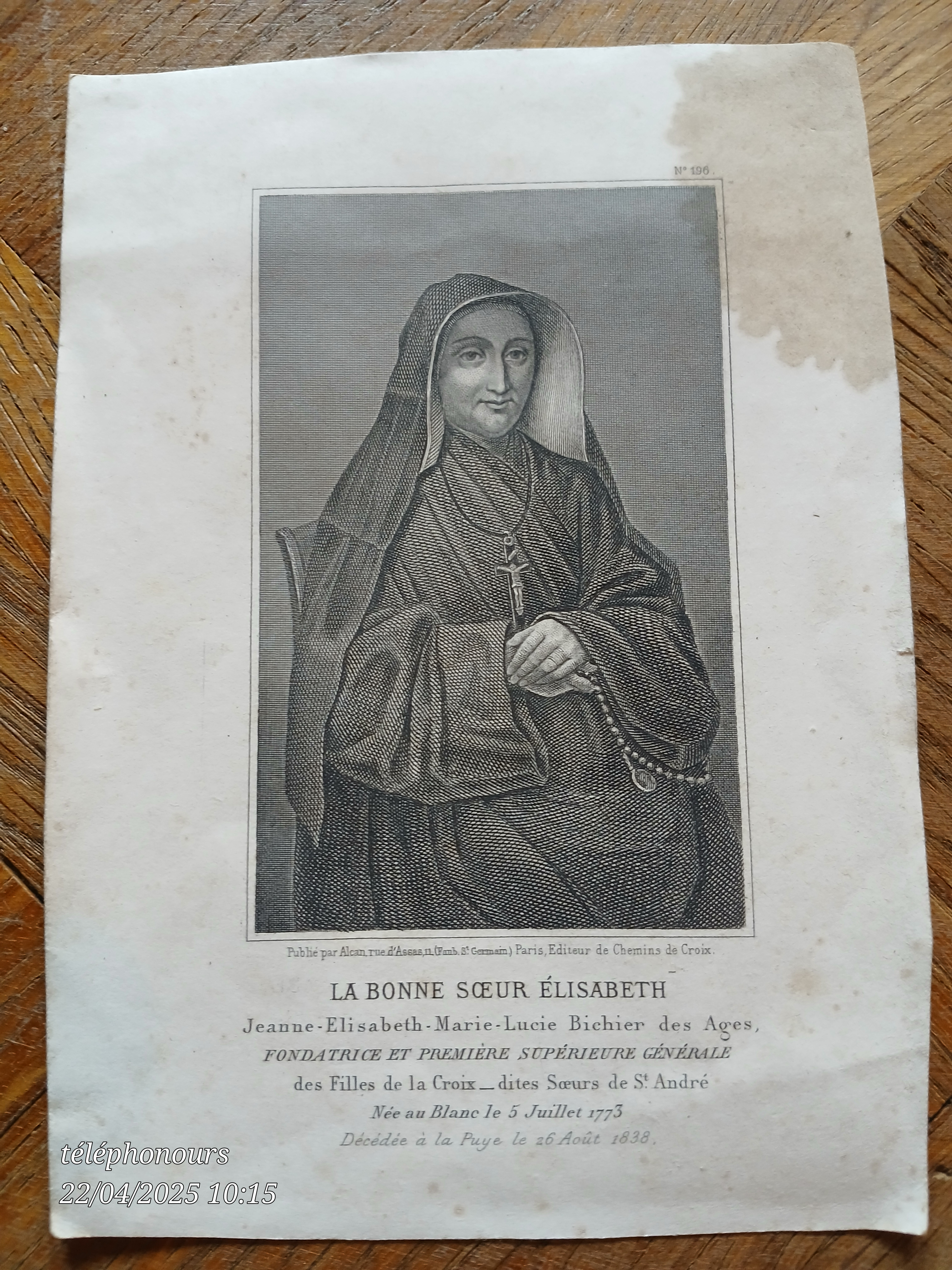
Fascicule décrivant Jeanne-Élisabeth Bichier des Âges (Sainte Jeanne-Elisabeth)

## Sources
- L'Osservatore Romano.
- La Documentation catholique : 1947 col. 1193-1206.